# Tristriella malagassa
Tristriella malagassa är en insektsart som beskrevs av Marius Descamps och Wintrebert 1967. Tristriella malagassa ingår i släktet Tristriella och familjen gräshoppor. Inga underarter finns listade i Catalogue of Life.